# Cynara cardunculus scolymus
Il carciofo (Cynara cardunculus scolymus L.Hayek) è una pianta angiosperma dicotiledone della famiglia Asteraceae, coltivata in Italia e in altri Paesi per uso alimentare e, secondariamente, medicinale.

## Etimologia
La parola italiana "carciofo", insieme alle altre varianti dialettali e non, è una derivazione della diffusione nel Mediterraneo dell'arabo خرشوف‎ (ḵuršūf).
Nelle lingue e nei dialetti del Nord Italia solitamente viene chiamato articiocco o articioc, termine simile ad altre lingue europee continentali: in francese è artichaut, in inglese artichoke, in tedesco Artischocke.
Nel meridione d'Italia le varianti conosciute si diffondono invece a partire dall'arcaismo siciliano che ci dà oggi carciòffula/carcòcciula/cacòcciula (lemma che ha mantenuto vivo il suffisso diminutivo), così come derivato dal siculo-arabo parlato in Sicilia fino all'XI secolo e dal quale anche deriva il maltese qaqoċċa. È così che nelle Marche e in Abruzzo viene chiamato scarcioful, in Campania carciòffola, in Calabria scarciòppulu (plurale in -a), cacciòffulu, canciòffulu; in sardo campidanese si usa il termine cancioffa e in sardo logudorese cartzoffa. I termini utilizzati in spagnolo e portoghese, relativamente alcachofa e alcachofra, sono derivazione diretta dall'arabo الخَرْشُوف‎ (al-ḵuršūf).

## Descrizione

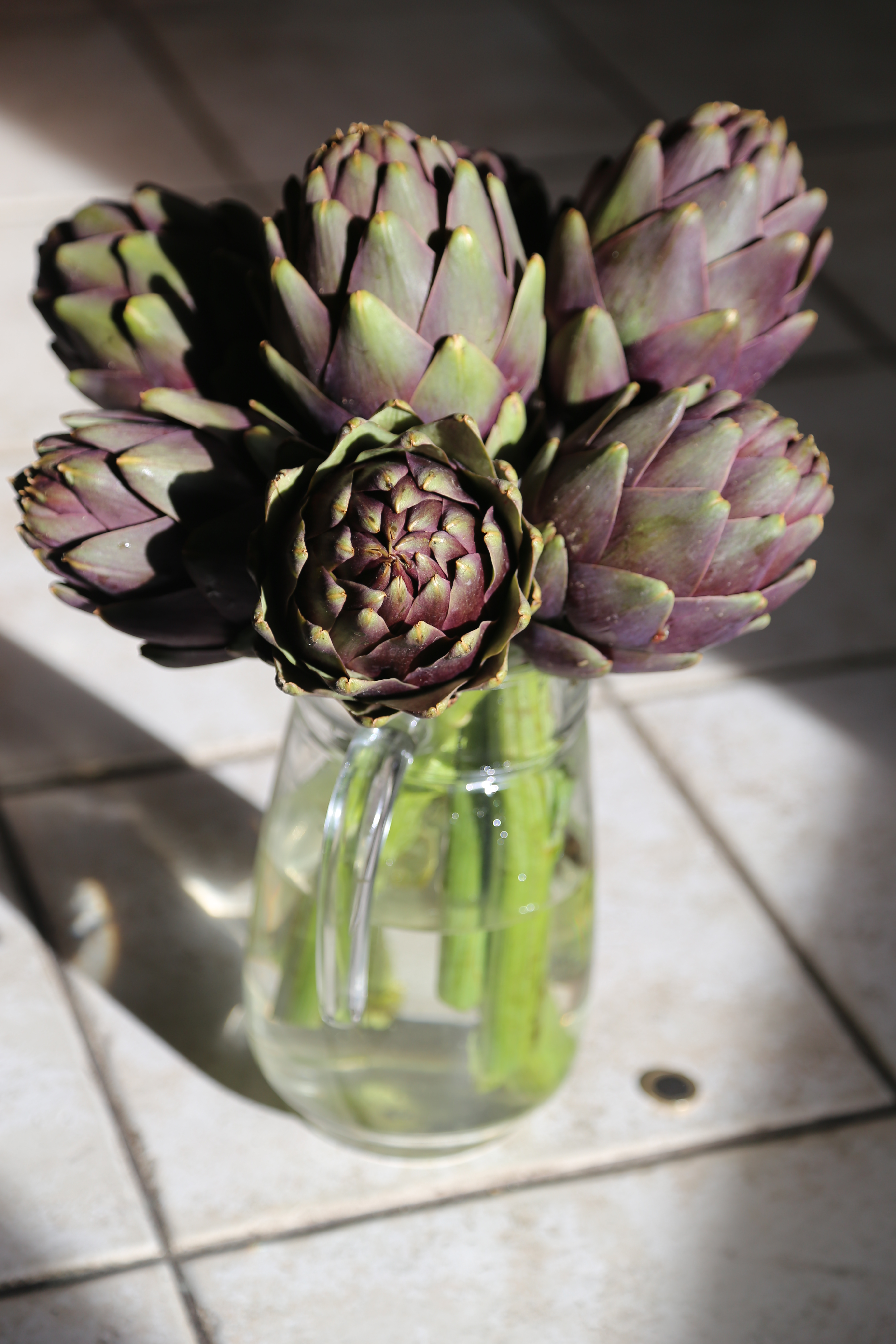
Mazzo di carciofi

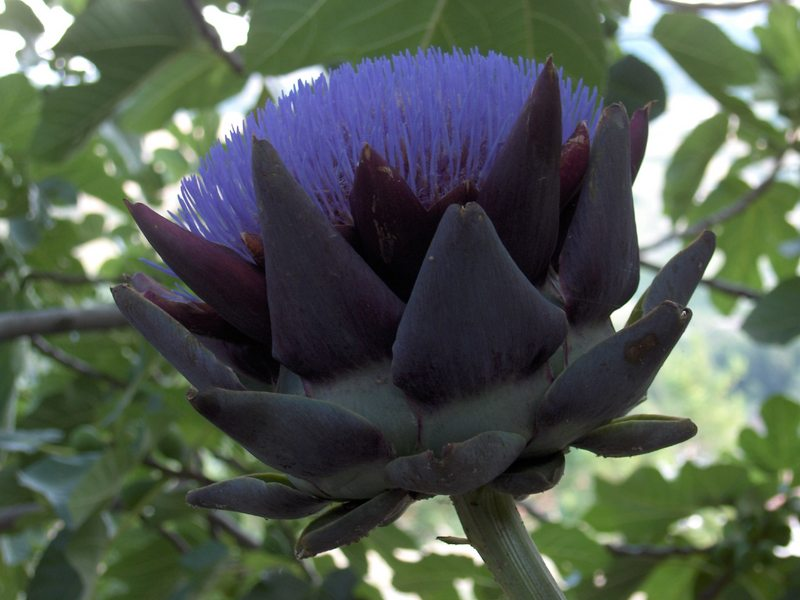
Capolino di carciofo in piena fioritura

Il carciofo è una pianta erbacea perenne alta fino a 1,5 metri, provvista di un rizoma sotterraneo dalle cui gemme si sviluppano più fusti, che all'epoca della fioritura si sviluppano in altezza con una ramificazione dicotomica. Il fusto, come in tutte le piante "a rosetta", è molto raccorciato (2–4 cm), mentre lo stelo fiorale è robusto, cilindrico e carnoso, striato longitudinalmente.
Le foglie presentano uno spiccato polimorfismo anche nell'ambito della stessa pianta (eterofillia). Sono grandi (fino a circa 1,5 m in alcune cultivar da seme), oblungo-lanceolate, con lamina intera nelle piante giovani e in quelle prossime ai capolini, pennatosetta e più o meno incisa in quelle basali. La forma della lamina fogliare è influenzata anche dalla posizione della gemma da cui si sviluppa la pianta. La superficie della lamina è verde lucida o verde-grigiastra sulla pagina superiore, mentre nella pagina inferiore è verde-cinerea per la presenza di una fitta tomentosità. Le estremità delle lacinie fogliari possono essere spinose in alcune varietà.
I fiori sono riuniti in un capolino (detto anche calatide) di forma sferoidale, conica o cilindrica e di 5–15 cm di diametro, con un ricettacolo carnoso e concavo nella parte superiore. Sul ricettacolo sono inseriti i fiori (flosculi), tutti con corolla tubulosa e azzurro-violacea e calice trasformato in un pappo setoloso, utile alla dispersione degli acheni tramite il vento (disseminazione anemocora). Nel capolino immaturo l'infiorescenza vera e propria è protetta da una serie di brattee involucrali strettamente embricate, con apice inerme, mucronato o spinoso, a seconda della varietà. Fiori e setole sono ridotti ad una corta peluria che si sviluppa con il procedere della fioritura. In piena fioritura le brattee divergono e lasciano emergere i fiori. La parte edule del carciofo è rappresentata dalla base delle brattee e dal ricettacolo, quest'ultimo comunemente chiamato cuore. In Sardegna è molto richiesta anche la parte terminale dello scapo fiorale dalla terzultima o penultima foglia.
Il frutto è un achenio (spesso chiamato erroneamente "seme") allungato e di sezione quadrangolare, provvisto di pappo. Il colore varia dal marrone più o meno scuro al grigio con marmorizzazioni brune.

### Il genoma della specie
ll genoma di carciofo (Cynara cardunculus var. scolymus L.) è stato recentemente decodificato. L'assemblaggio copre 725 delle 1.084 Mb che costituiscono il genoma della specie. La sequenza codifica per circa 27.000 geni ed ha un contenuto di elementi ripetuti pari al 58,4%, la cui espansione si stima sia avvenuta circa 2,5 milioni di anni fa. La comprensione della struttura del genoma del carciofo è fondamentale per identificare le basi genetiche di caratteri di interesse agronomico e la futura applicazione di programmi di selezione assistita.

## Distribuzione e habitat
Il carciofo è originario dei paesi attorno al Mar Mediterraneo e della Macaronesia. Cresce principalmente nel bioma temperato.

## Tassonomia

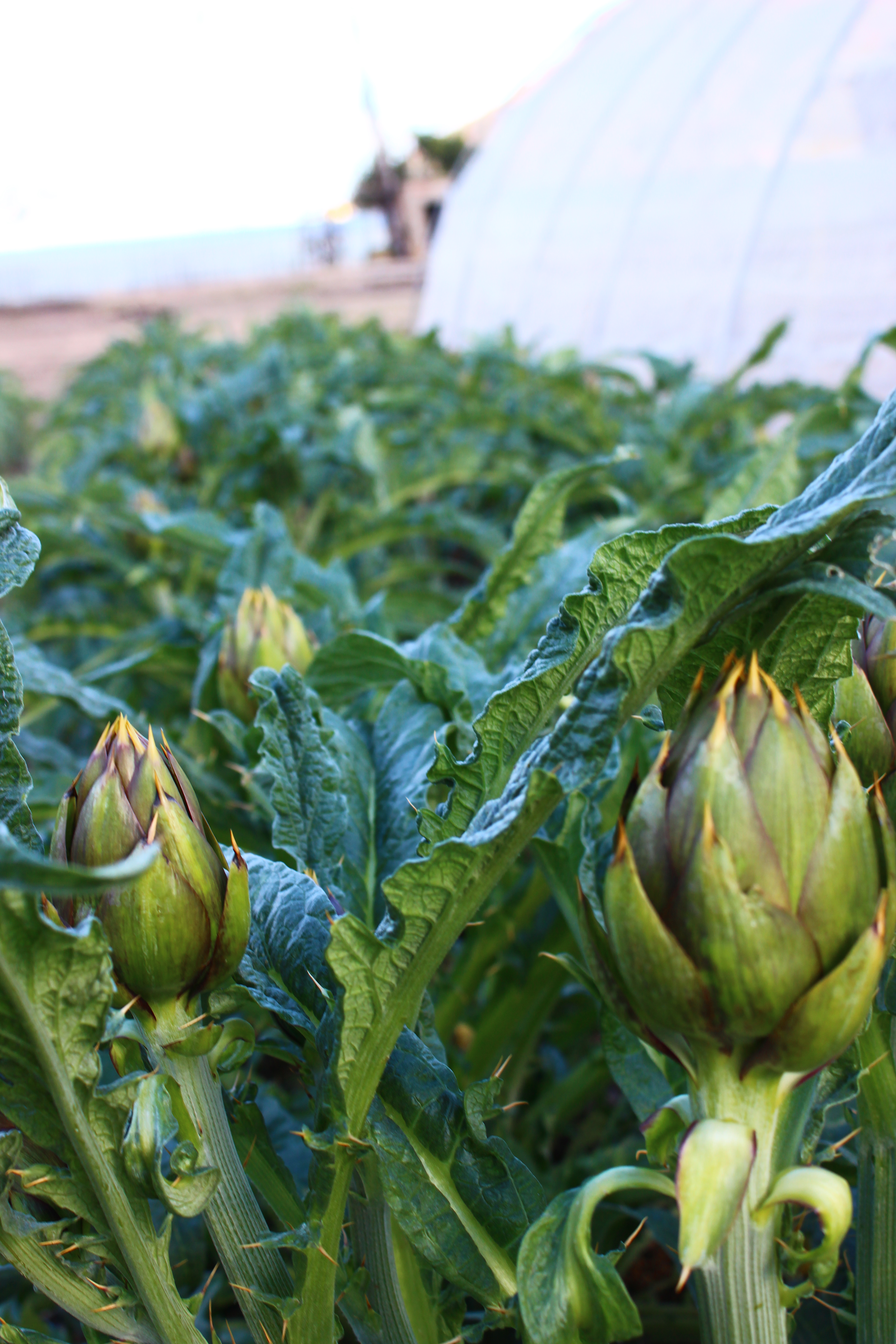
Carciofo, la varietà con le spine, diffusa in Liguria e Sardegna

La famiglia di appartenenza di questa voce (Asteraceae o Compositae, nomen conservandum) probabilmente originaria del Sud America, è la più numerosa del mondo vegetale, comprende oltre 23.000 specie distribuite su 1.535 generi, oppure 22.750 specie e 1.530 generi secondo altre fonti (una delle checklist più aggiornata elenca fino a 1.679 generi)
La sottofamiglia Carduoideae è una delle 16 sottofamiglie nella quale è stata suddivisa attualmente (2021) la famiglia Asteraceae, mentre Cardueae è una delle 4 tribù della sottofamiglia. La tribù Cardueae a sua volta è suddivisa in 12 sottotribù (la sottotribù Carduinae è una di queste). Il genere Cynara elenca 10 specie con una distribuzione mediterranea, una delle quali è presente spontaneamente sul territorio italiano.
Non tutte le checklist sono concordi nella classificazione tassonomica di questa entità. Alcune di esse considerano Cynara scolymus L. sinonimo di Cynara cardunculus L.. Mentre altre in pubblicazioni viene trattata come sottospecie Cynara cardunculus subsp. scolymus (L.) Hayek.

### Filogenesi
Il genere di questa voce è inserito nel gruppo tassonomico della sottotribù Carduinae. In precedenza provvisoriamente era inserito nel gruppo tassonomico informale "Cynara Group". La posizione filogenetica di questo genere nell'ambito della sottotribù, tra i generi Ptilostemon Cass. e Galactites Moench, è abbastanza centrale.
In questa specie sono stati identificati, con l'ausilio di marcatori molecolari (AFLP, microsatelliti e transposon display), tre differenti taxa:
- C. cardunculus L. var. sylvestris Lam. (cardo o carciofo selvatico) abbondantemente diffusa allo stato spontaneo nel bacino del mediterraneo centro-occidentale;
- C. cardunculus L. var. altilis DC. (cardo coltivato o cardo domestico);
- C. cardunculus L. var. scolymus (L.) Fiori (carciofo).

### Varietà
Le varietà di carciofo sono classificate secondo diversi criteri. I principali sono i seguenti:
- In base alla presenza e allo sviluppo delle spine si distingue fra varietà spinose e inermi. Le prime hanno capolini con brattee terminati con una spina più o meno robusta, le inermi hanno invece brattee mutiche o mucronate.
- In base al colore del capolino si distingue fra varietà violette e verdi.
- In base al comportamento nel ciclo fenologico si distingue fra varietà autunnali o rifiorenti e varietà primaverili o unifere. Le prime si prestano alla forzatura in quanto possono produrre capolini nel periodo autunnale e una coda di produzione nel periodo primaverile. Le seconde sono adatte alla coltura non forzata in quanto producono capolini solo dopo la fine dell'inverno.

Le cultivar di carciofo sono numerose: il catalogo comune dell'Unione Europea riconosce oltre 80 varietà registrate di Cynara cardunculus.

## Storia
Il carciofo è una varietà domestica del cardo selvatico (Cynara cardunculus), originario dell'area mediterranea. Si dibatteva se il carciofo fosse un alimento tra gli antichi Greci e Romani, o se questa cultivar fosse stata sviluppata più tardi, con fonti classiche che si riferiscono invece al cardo selvatico. Il cardo viene menzionato come pianta da giardino nell'VIII secolo a.C. da Omero ed Esiodo. Plinio il Vecchio menziona la coltivazione del carduus a Cartagine e Cordova. Nell'Africa settentrionale, dove si trova ancora allo stato selvatico, sono stati rinvenuti semi di carciofo, probabilmente coltivati, durante gli scavi del Mons Claudianus di epoca romana in Egitto.
In Sicilia le varietà di carciofo venivano coltivate a partire dal periodo classico degli antichi Greci; i Greci le chiamavano kaktos. In quel periodo i Greci mangiavano le foglie e i capolini dei fiori, la cui coltivazione aveva già migliorato quella della forma selvatica. I Romani chiamavano questa verdura carduus (da cui il nome cardo). Un ulteriore miglioramento nella forma coltivata sembra aver avuto luogo nel periodo medievale nella Spagna musulmana e nel Maghreb, sebbene le prove siano solo inferenziali. Nel XII secolo, veniva menzionato nella guida compendiosa all'agricoltura composta da Ibn al-'Awwam a Siviglia (sebbene non compaia nelle precedenti importanti opere arabe andaluse sull'agricoltura) e in Germania da Ildegarda di Bingen.
Gli olandesi introdussero i carciofi in Inghilterra, dove li coltivarono nel giardino di Enrico VIII a Newhall nel 1530. A partire dalla metà del XVII secolo i carciofi erano di moda nelle corti europee. I cuori erano considerati ingredienti di lusso nella nuova cucina di corte, come riportato da scrittori come François Pierre La Varenne, autore di Le Cuisinier François (1651). Si sosteneva, in questo periodo, che i carciofi avessero proprietà afrodisiache. I carciofi furono portati negli Stati Uniti nel XIX secolo: in Louisiana dagli immigrati francesi e in California dagli immigrati spagnoli.

## Produzione
La produzione mondiale del carciofo, secondo la FAO, nel 2011 è stata superiore a 1,5 milioni di tonnellate, di cui oltre il 60% nell'area mediterranea.
Di fatto i carciofi si coltivano soprattutto in Italia, Egitto e Spagna. Negli Stati Uniti d'America la maggior produzione di carciofi si ha nello Stato della California, e all'interno della California la contea di Monterey concentra più dell'80% del totale. L'Italia detiene il primato mondiale nella produzione di questo ortaggio (pari a circa il 30%).
Le zone di maggiore produzione sono la Sicilia (Piana di Gela e Piana di Catania),  la Sardegna (Ittiri, Samatzai, Villasor, Nuraminis e Serramanna), la Puglia.
| Nazione                                           | Produzione (tonnellate) |
| ------------------------------------------------- | ----------------------- |
| Italia                                            | 389.813                 |
| Egitto                                            | 323.866                 |
| Spagna                                            | 208.463                 |
| Perù                                              | 154.552                 |
| Algeria                                           | 124.659                 |
| Argentina                                         | 110.657                 |
| Cina                                              | 90.397                  |
| Francia                                           | 47.190                  |
| Stati Uniti                                       | 45.382                  |
| Marocco                                           | 44.591                  |
| Fonte: UN Food and Agriculture Organization (FAO) |                         |

## Coltivazione

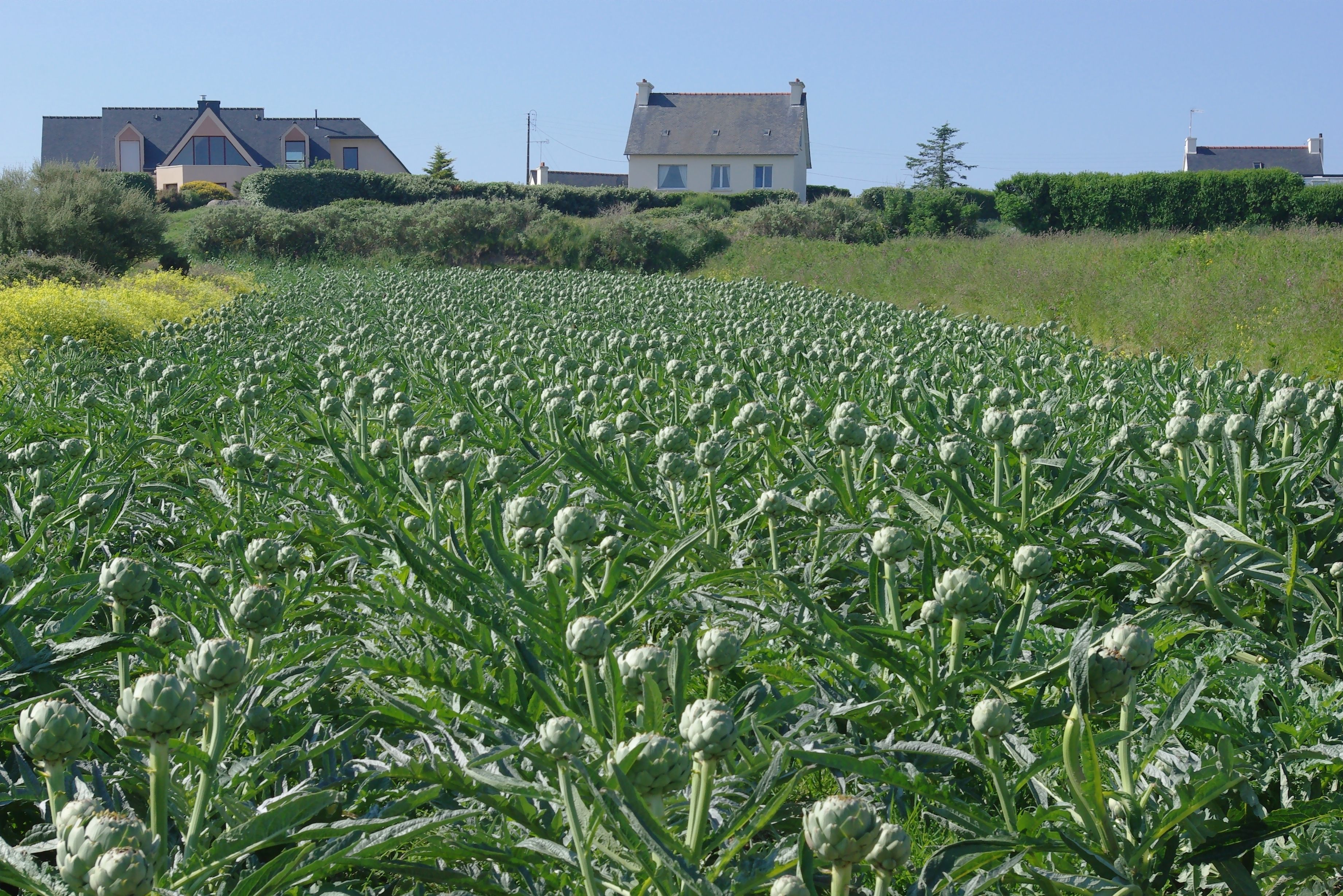
Piantagione di carciofi in Bretagna, vicino a Pleubian

Il carciofo è una tipica pianta degli ambienti mediterranei. Il suo ciclo naturale è autunno-primaverile: alle prime piogge autunnali le gemme del rizoma si risvegliano ed emettono nuovi getti. I primi capolini sono emessi verso la fine dell'inverno, a partire dal mese di febbraio. In tarda primavera la pianta va in riposo con il disseccamento di tutta la parte aerea.
Nelle zone più calde delle regioni mediterranee il carciofo viene coltivato con una tecnica di forzatura che ha lo scopo di anticipare al periodo autunnale la produzione di capolini. La tecnica consiste nel forzare il risveglio nel corso dell'estate: dai rizomi di una coltura precedente si prelevano le gemme, dette ovuli, e dopo una fase di pregermogliamento sono messi a dimora dalla seconda metà di giugno in poi, facendo seguire un'irrigazione copiosa. In questo modo l'attività vegetativa ha inizio in piena estate, con differenziazione a fiore nel mese di settembre e produzione dei capolini di primo taglio nei mesi di ottobre e novembre.
La forzatura del carciofo produce risultati solo nelle cultivar rifiorenti, e in ogni modo è causa di situazioni di stress biologico che deprimono la longevità della carciofaia. Per questo motivo le carciofaie forzate sono condotte in coltura annuale, biennale o triennale. Dopo il secondo o terzo anno la percentuale di diradamento è tale da rendere economicamente più vantaggioso il reimpianto della carciofaia.
Il carciofo si può propagare sia per via sessuata, con la riproduzione da seme, sia per via vegetativa sfruttando la sua naturale predisposizione ad emettere nuove piante dalle gemme del rizoma. La riproduzione da seme, pur essendo tecnicamente attuabile, non ha alcuna utilità pratica per le cultivar italiane: a causa del forte grado di eterozigosi, le piante nate da seme avrebbero caratteri completamente diversi ed eterogenei rispetto allo standard varietale. La propagazione vegetativa tradizionale segue metodi diversi secondo il tipo di ciclo colturale, ma si riconducono a due tipi: la propagazione per ovoli e quella per carducci.
Gli ovoli sono porzioni di rizoma ingrossate provviste di una o più gemme. La propagazione per ovoli si pratica con il prelievo, all'inizio dell'estate, dei rizomi dalle vecchie carciofaie. Da questi vengono separati gli ovoli, messi a pregermogliare per uno o due giorni e poi messi a dimora in un periodo che va dalla seconda metà di giugno fino agli inizi di agosto. L'epoca di "semina" è correlata all'epoca del raccolto del primo taglio.
I carducci sono i polloni basali emessi dal rizoma delle piante di oltre un anno d'età nelle prime fasi vegetative. Fra le operazioni colturali che si praticano durante la fase vegetativa è prevista la scarducciatura, ossia il diradamento della coltura con l'eliminazione dei polloni in quanto sottraggono risorse nutritive alla pianta a scapito delle rese qualitative della produzione. I polloni asportati possono essere messi a dimora in autunno per impiantare una carciofaia poliennale che darà la prima produzione al secondo anno d'impianto.
Le colture ottenute da ovoli iniziano il loro ciclo in piena estate e sono pertanto in grado di produrre capolini già nell'autunno successivo o nella primavera successiva. Questa tecnica di propagazione è pertanto utilizzata per le varietà autunnali o rifiorenti in coltura forzata. Le colture ottenute da carducci iniziano il loro ciclo in autunno inoltrato e poiché la pianta non riesce ad acquisire una sufficiente vigoria l'impianto è finalizzato a dare la prima produzione al secondo anno. Questa tecnica si adotta pertanto per le varietà primaverili in coltura non forzata.
La propagazione vegetativa ha il pregio di trasmettere il genotipo delle piante madri alle piante propagate, permettendo il mantenimento dello standard varietale. Ha però lo svantaggio di trasmettere le virosi accumulate, che sono una delle principali cause che riducono la longevità di una carciofaia. Per migliorare lo stato fitosanitario delle colture si può ricorrere a piante ottenute da micropropagazione. Questa tecnica consiste in una moltiplicazione in vitro con l'espianto dei meristemi apicali dagli apici vegetativi delle piante. I meristemi prelevati, detti espianti, essendo composti da cellule embrionali possono rigenerare un'intera pianta se opportunamente trattati (coltivazione in vitro su substrati nutritivi in cella climatica).
Il principio su cui si basa la micropropagazione risiede nel fatto che le cellule vegetali embrionali, essendo in fase di moltiplicazione, non sono infettate dai virus, pertanto le piante micropropagate sono risanate, ossia esenti da virus. In realtà la sicurezza del risanamento dipende dall'età delle cellule prelevate: le cellule effettivamente sane sono quelle del cono vegetativo, che rappresentano una porzione minima del meristema apicale, mentre all'aumentare della distanza dall'apice meristematico aumenta la probabilità che la cellula sia infettata dai virus. Con espianti di dimensioni ridotte aumenta la percentuale di risanamento delle piante micropropagate, per contro si riduce la percentuale di attecchimento. Un congruo compromesso si raggiunge prelevando espianti di dimensioni dell'ordine di mezzo millimetro.
Le colture ottenute da piante micropropagate presentano, almeno nei primi anni, un migliore stato fitosanitario che si manifesta con una maggiore vigoria e, di riflesso, una più elevata produttività. La micropropagazione presenta per contro degli svantaggi:
- Le colture micropropagate sono più suscettibili alle avversità ambientali, pertanto il mantenimento dello stato fitosanitario richiede cure colturali più attente.
- La micropropagazione è una tecnica costosa perché la prima fase richiede l'impiego di attrezzature di laboratorio e tecnici altamente specializzati. Il materiale micropropagato pertanto è molto più costoso di quello tradizionalmente usato, che in sostanza è materiale di scarto il cui costo è essenzialmente legato alla manodopera richiesta per il prelievo.
- Le piante micropropagate danno produzioni qualitativamente differenti da quelle micropropagate quando allo standard varietale contribuisce la base genetica dei virus latenti integrati nel DNA dell'ospite. Questo fenomeno si è riscontrato ad esempio nello Spinoso sardo, che con la micropropagazione perde in modo significativo parte delle proprietà organolettiche.

## Usi

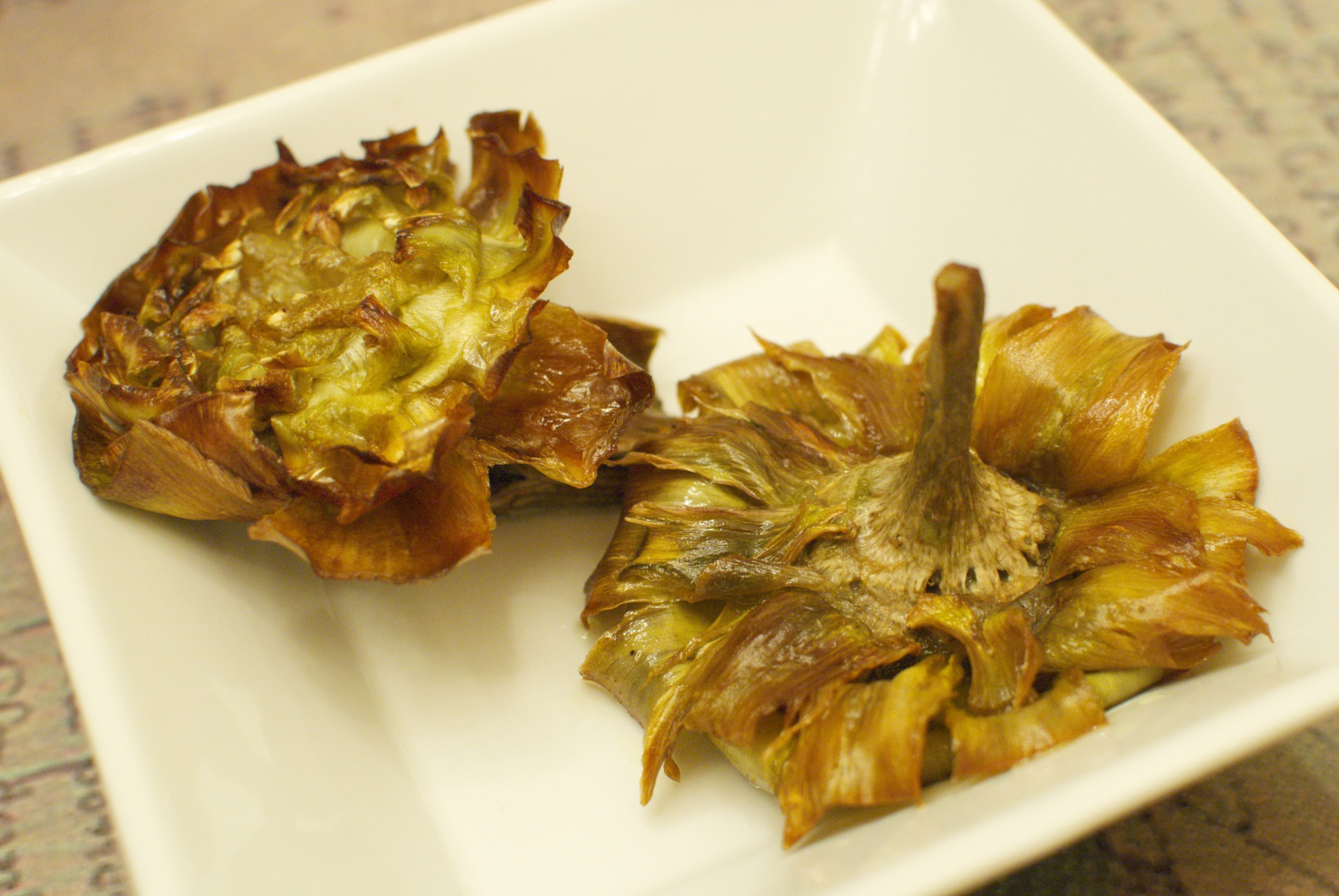
Carciofi alla giudia

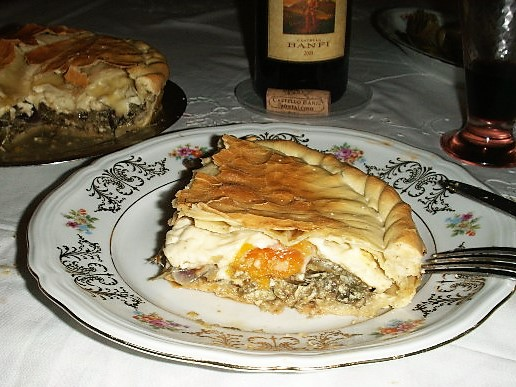
Torta pasqualina

I carciofi di grandi dimensioni vengono spesso preparati eliminando tutto lo stelo tranne 5–10 mm. Per rimuovere le spine, che potrebbero interferire con l'alimentazione, si può tagliare circa un quarto di ogni squama. Per cucinare il carciofo, si lascia sobbollire per 15-30 minuti, oppure si cuoce a vapore per 30-40 minuti (meno per quelli piccoli). Un carciofo cotto e non condito ha un sapore delicato.
Se si vogliono far bollire i carciofi, è possibile aggiungere sale all'acqua. I carciofi, in particolare quelli tagliati, possono scurirsi a causa dell'imbrunimento enzimatico e dell'ossidazione della clorofilla. Per evitare ciò si può immergerli in acqua leggermente acidificata con aceto o succo di limone.
Spesso le foglie vengono rimosse una alla volta e la base carnosa viene mangiata con vinaigrette, salsa olandese, aceto, burro, maionese, aioli, succo di limone o altre salse. Solitamente la parte superiore fibrosa di ogni foglia viene scartata. Il cuore si mangia quando la parte interna non commestibile è stata staccata dalla base e scartata. Anche le sottili foglie che ricoprono la pianta sono commestibili.
In Italia, i cuori di carciofo sott'olio sono l'ortaggio abituale della sezione "primavera" della pizza alle quattro stagioni (insieme alle olive per l'estate, ai funghi per l'autunno e al prosciutto per l'inverno).
Specialità della cucina romana sono il carciofo alla romana (stufato in olio d'oliva, acqua, prezzemolo, aglio e mentuccia), il carciofo alla giudia, (intero e fritto in olio di oliva), il fritto di carciofi in pastella e l'insalata di carciofi (crudi a lamelle).
La cucina della Liguria valorizza molto questo ingrediente, che, per il fatto di maturare in primavera, diventa in tale periodo il componente di una variante della locale torta pasqualina, specialità tradizionalmente a base di bietole.
Anche nella cucina siciliana, da dove - specialmente nella piana di Gela e nella vicina Niscemi - proviene una larga parte della produzione nazionale, il carciofo ricopre un ruolo di rilievo, venendo utilizzato in molte pietanze e anche consumato in occasione di festività locali e religiose.
I carciofi possono anche essere trasformati in una tisana. L'infuso è consumato soprattutto tra i vietnamiti. In Romania si produce una tisana a base di carciofo chiamata Ceai de Anghinare. In Messico la parte floreale viene messa in acqua e consumata come una tisana. Ha un sapore leggermente amarognolo e legnoso.
Il carciofo è l'ingrediente botanico primario dell'aperitivo italiano Cynar, con il 16,5% di alcol in volume, prodotto dal Gruppo Campari. Può essere servito con ghiaccio come aperitivo oppure come cocktail mescolato con succo d'arancia, particolarmente apprezzato in Svizzera. Viene anche utilizzato per preparare il 'Cin Cyn', una versione leggermente meno amara del cocktail Negroni, sostituendo il Campari con il Cynar.
La cinarina contenuta nel carciofo è ipocolesterolemizzante, tramite l'inibizione della biosintesi del colesterolo e l'inibizione dell'ossidazione del colesterolo LDL. Diminuisce inoltre il quoziente beta/alfa delle lipoproteine ed ha effetti diuretici.

## Riferimenti nella cultura

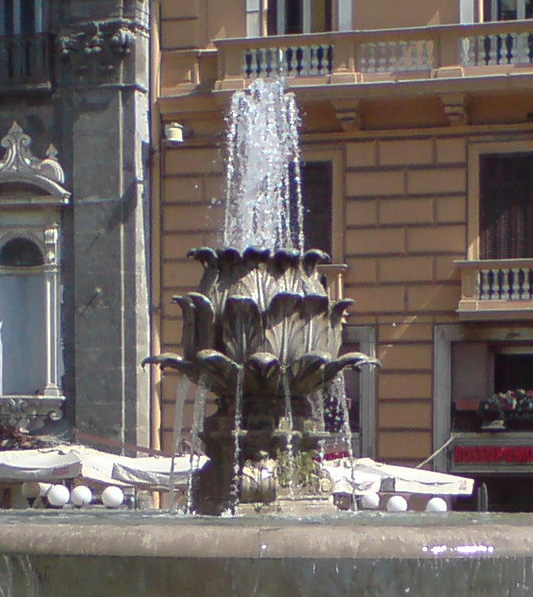
Rappresentazione sculturale, Fontana del Carciofo (particolare) a Napoli

Nella pittura europea rinascimentale, il carciofo è rappresentato in diversi quadri tra i quali: L'ortolana di Vincenzo Campi,  Cucina  di Floris van Schooten, Natura morta di asparagi, carciofi, limoni e ciliegie di Blas De Ledesma, L'estate e Vertumnus di Arcimboldo.
Il carciofo, come opera di scultura, appare alla sommità di alcune fontane monumentali collocate a Napoli, Firenze e Madrid.
Pablo Neruda, Premio Nobel per la Letteratura nel 1971, scrisse il poema Oda a la Alcachofa ("Ode al carciofo"), che è parte della raccolta Odas Elementales.
Una politica che procede per fasi successive, per piccoli passi, cogliendo le varie opportunità che si presentano è definita politica del carciofo. Fu definita tale anche la politica di Camillo Benso conte di Cavour.

## Galleria d'immagini

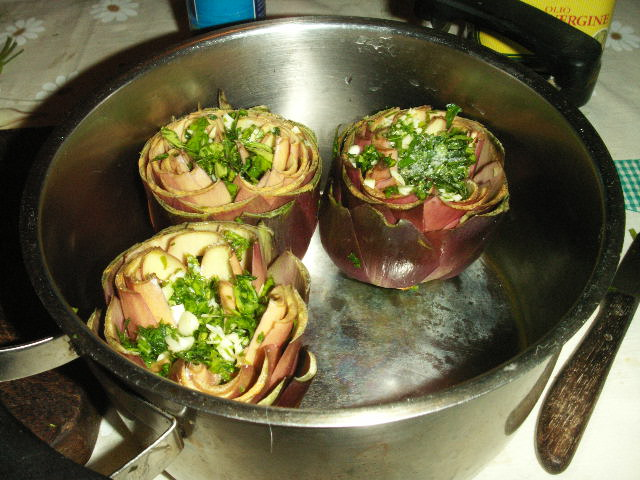
Cottura di carciofi stufati al verde
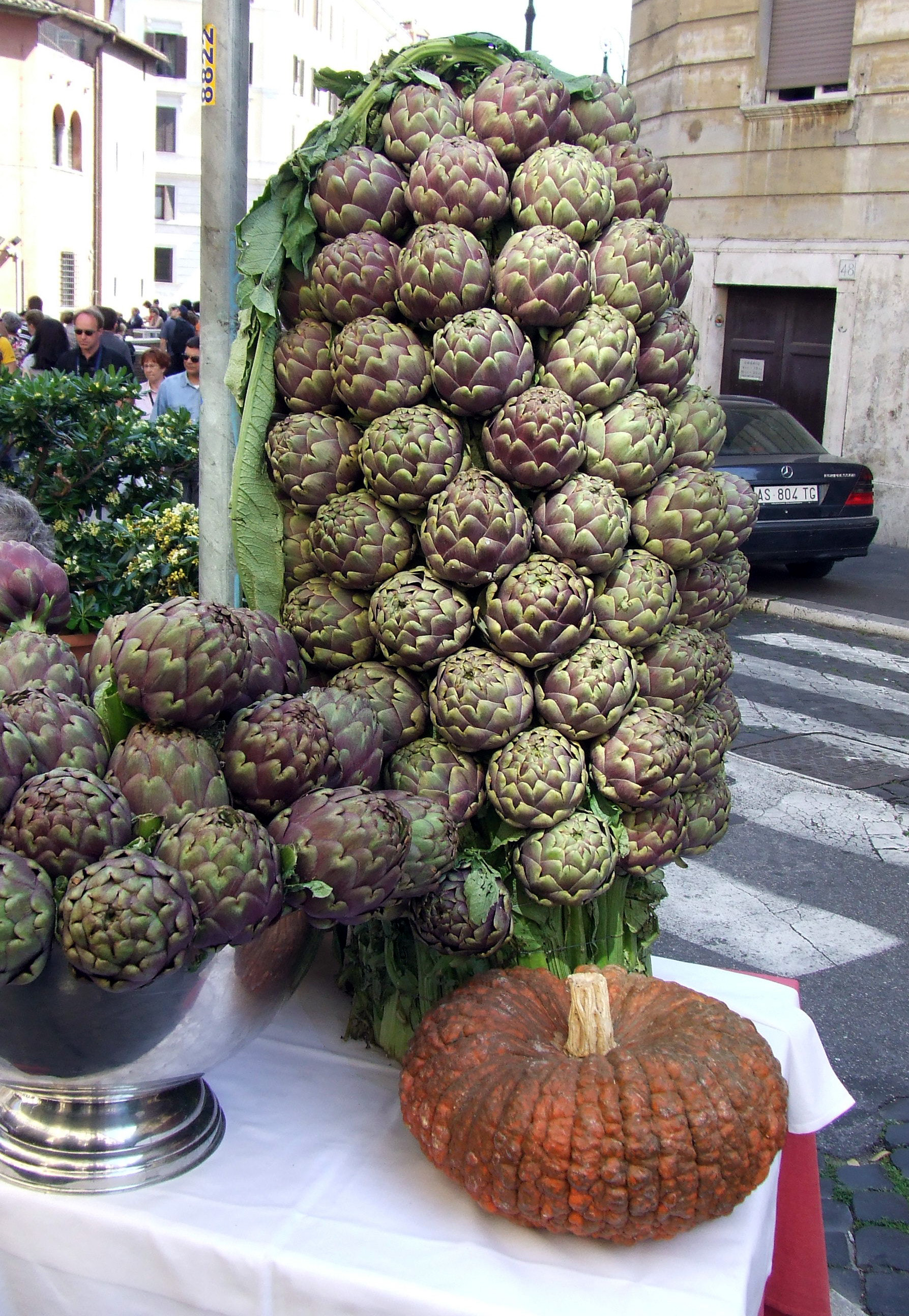
Mazzo di carciofi romaneschi del Lazio all'esterno di un ristorante, nel ghetto di Roma.
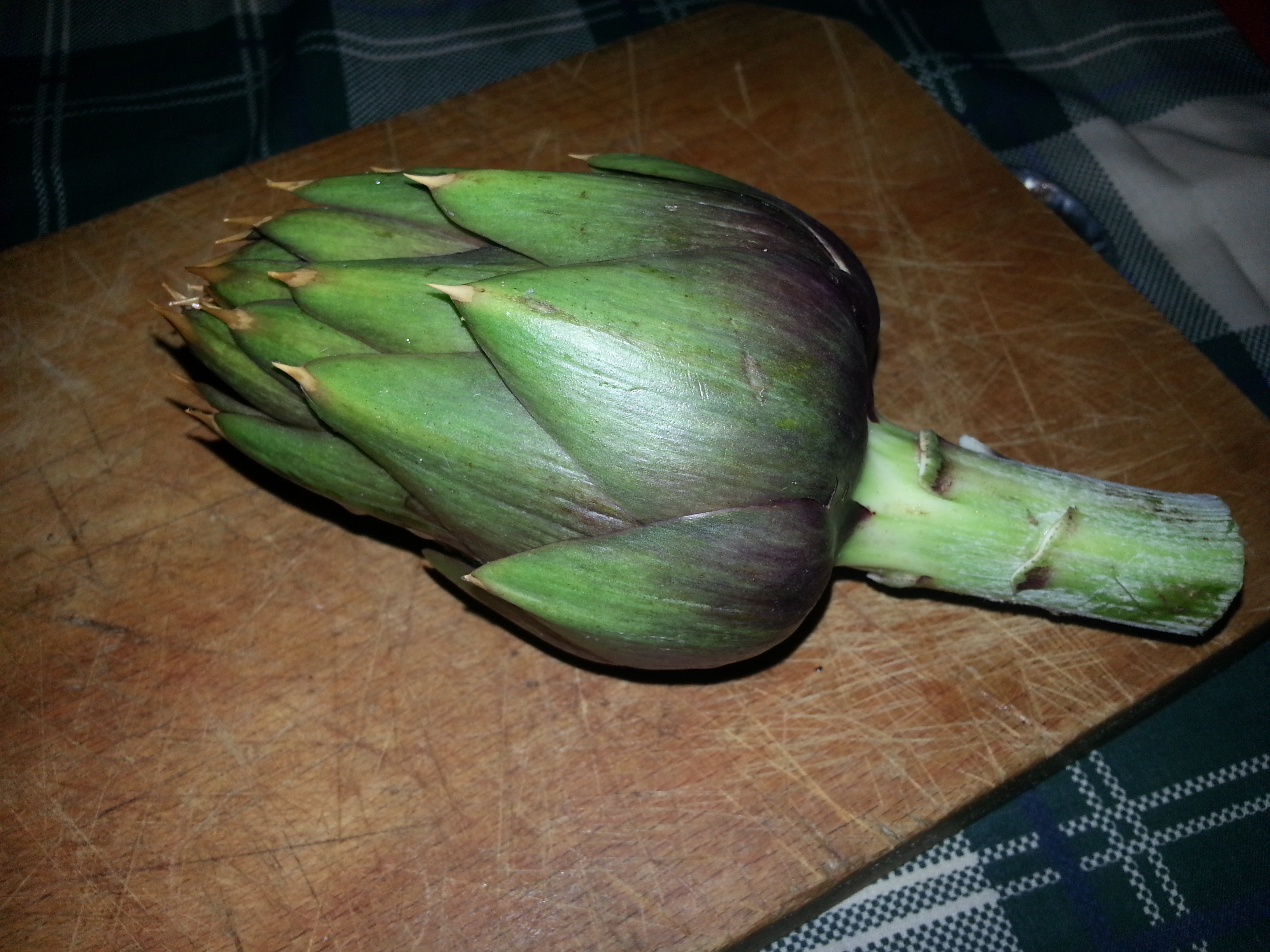
Carciofo con spine evidenti
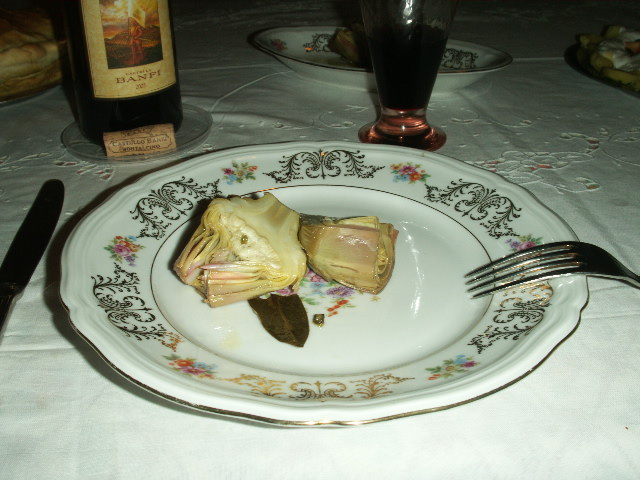
Carciofini sott'olio
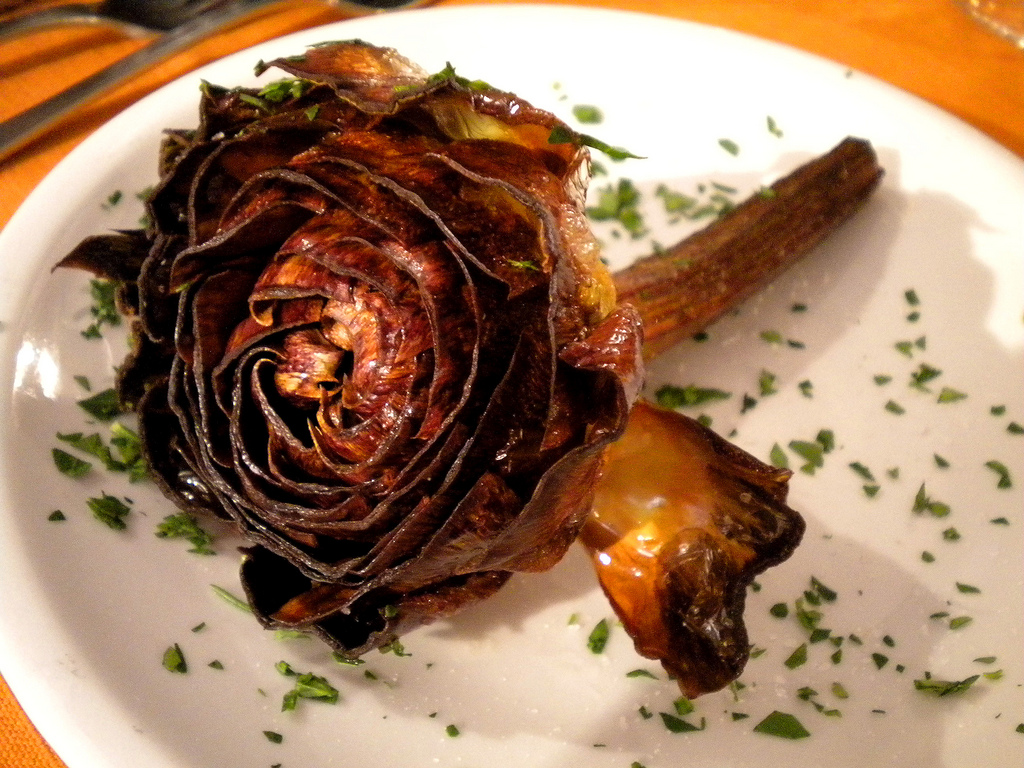
Carciofo alla giudia
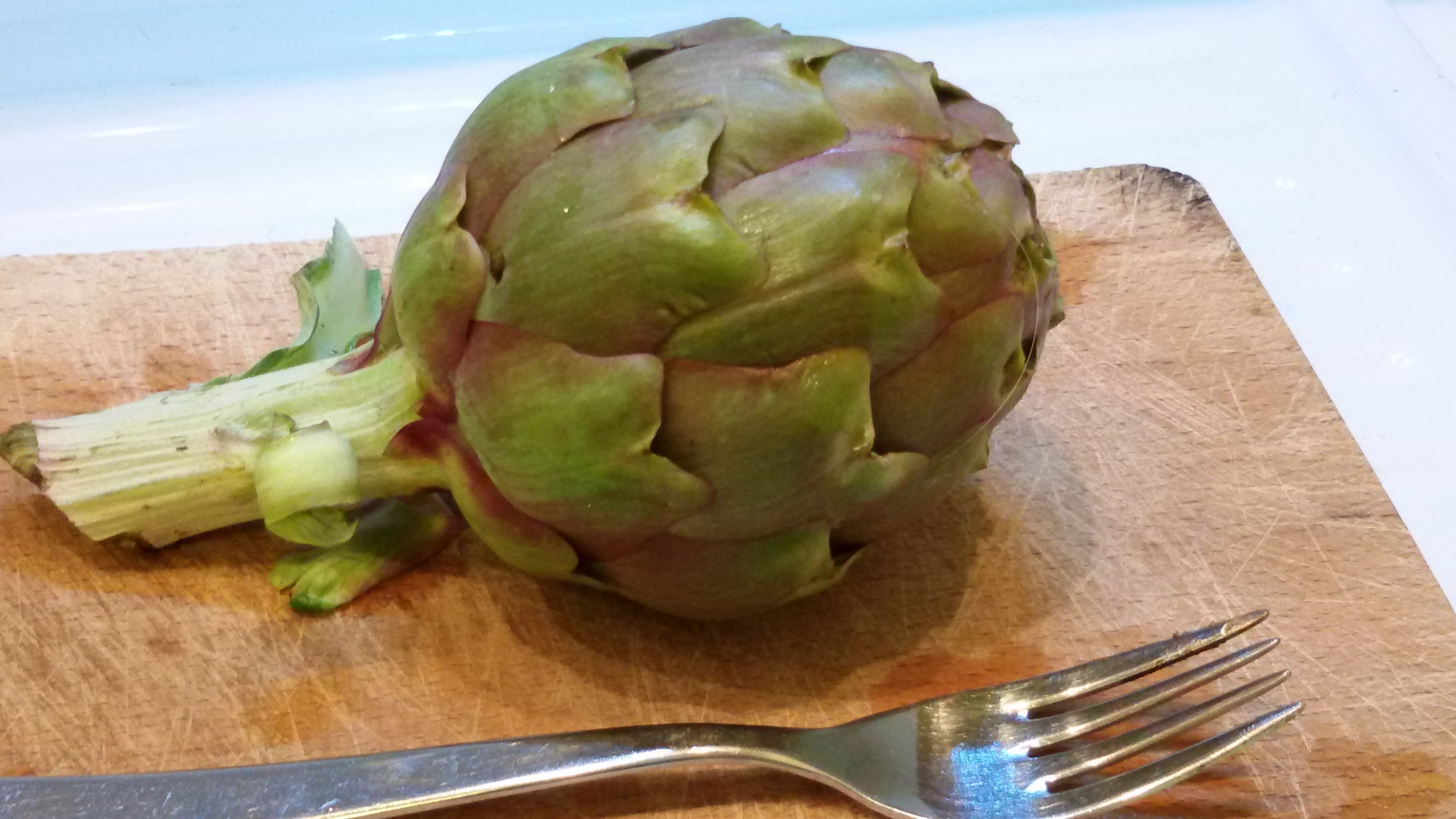
Carciofo di Montelupone